# 帕特里克·埃迪
帕特里克·埃迪（英語：Patrick Eddie，1967年12月27日—），美国NBA联盟前前职业篮球运动员。